# Cascades de Katoomba
Les cascades de Katoomba, ou chutes de Katoomba, en anglais Katoomba Falls, sont des chutes d'eau de Katoomba, en Nouvelle-Galles du Sud, en Australie. On les observe notamment depuis le Scenic Skyway de Scenic World.